# Triumph 1300
La Triumph 1300 est une berline à 4 portes construite à 150 000 exemplaires de 1965 à 1970 par le constructeur automobile britannique Triumph, filiale du groupe British Leyland. Elle a été dessinée dans un style similaire à celui de la Triumph 2000 par le carrossier Italien Giovanni Michelotti. Initialement destinée à remplacer la Triumph Herald, les deux voitures continuent finalement à être produites en même temps.
Le moteur de 1 296 cm3 de cylindrée se retrouve sous le capot de l'Herald 13/60 ; il s'agit d'une évolution du moteur de 803 cm3 construit en 1953 pour la Standard Eight. En 1967, une version sportive du même moteur, munie de deux carburateurs SU, est développée pour la Spitfire Mk3. Il est également monté dans la version sportive de la berline, la Triumph 1300 TC.
La Triumph 1300 est la première voiture à traction avant conçue par Triumph. Le moteur longitudinal est placé au niveau du train avant, ni en avant ni en arrière de celui-ci. La Volkswagen K70 (ex-NSU K70) de 1970 reprendra une disposition similaire. Le moteur de la Triumph 1300 est aussi placé au dessus de la boite de vitesses comme sur les prototypes à moteur arrière Renault 108 de 1947 à 1949, les séries à traction avant Austin Seven et Morris Mini Minor de 1959 et Peugeot 204 de 1965. Mais, à la différence de ces trois derniers modèles à moteur transversal, la boite de vitesses de la Triumph 1300 bénéficie d'une huile spécifique dans un carter séparé. La caisse de la Triumph 1300 sera réutilisée pour la Triumph Toledo, voiture à propulsion par les roues arrière de technique économique produite en 1970 dans une version à deux portes puis en 1971 dans une version à quatre portes. La deuxième et dernière Triumph à traction avant sera la Triumph 1500 — la Triumph Acclaim, également une traction mais conçue par Honda.